# Alexandre Tsankov
Alexandre Tsolov Tsankov (en bulgare : Александър Цолов Цанков), né le 29 juin 1879 à Oryahovo (Bulgarie) et mort le 17 juillet 1959 à Buenos Aires (Argentine), est un homme politique bulgare d’extrême droite.
Président du Conseil des ministres du royaume de Bulgarie entre 1923 et 1926, son administration multiplie les enlèvements, actes de torture et assassinats politiques durant cette période, ce qui lui vaut d'être qualifié de « gouvernement le plus horrible et le plus impitoyable d'Europe » par la presse étrangère.

## Biographie
Étudiant à l’université de Sofia, Tsankov y devient en 1910, professeur d’économie politique. Social-démocrate engagé au PSDOB, il bascule progressivement vers la droite conservatrice et devient en 1922, leader de l’opposition face à la dictature agrarienne d’Alexandre Stamboliyski.
L’année suivante, Tsankov joue un rôle primordial dans le coup d’État du 9 juin 1923 qui renverse le gouvernement agrarien (bg) ; aussitôt, l’Entente Nationale, la nouvelle coalition au pouvoir, le place à la tête du gouvernement (bg). Tsankov mène alors une politique intérieure personnelle, marquée par une répression brutale et impitoyable des mouvements communiste et agrarien. La Bulgarie entre dans une ère de chaos et de terreur politique provoquant la mort de près de 20 000 personnes. En 1925, Tsankov instaure la loi martiale à la suite de l’attentat de la cathédrale Sveta-Nedelya qui visait le gouvernement et le tsar Boris III.
Cette terreur blanche, cette insécurité croissante, provoquent sa chute et la mise en place d'un gouvernement plus modéré (bg), dirigé par Andreï Liaptchev. Cependant, il ne quitte pas pour autant le pouvoir puisqu'il devient immédiatement le président de l'Assemblée nationale ; puis, en 1930, ministre de l’Instruction publique.
Tsankov, admirateur des régimes autoritaires, adhère de plus en plus aux idées fascistes, devenant même un fervent admirateur et défenseur d’Adolf Hitler. Ainsi, en 1932, il crée son propre parti national-socialiste calqué sur le NSDAP, le Mouvement social national. Cependant, son parti ne reçoit ni l’appui du parti nazi, ni celui du Zveno, le parti national-conservateur bulgare de Kimon Georgiev qui prend le pouvoir par le coup d'État du 19 mai 1934 (en) ; aussi, son parti disparaît de la scène politique bulgare.
Néanmoins, après la déclaration de guerre de la Bulgarie au Reich, Tsankov dirige depuis Vienne puis Altaussee, un gouvernement en exil (en) : ce gouvernement, constitué à partir du 16 septembre 1944, ne bénéficie d'aucune reconnaissance internationale. Puis, à la libération, les Américains l’arrêtent et le retiennent en détention pendant plusieurs mois en Autriche. Relâché, il émigre en Argentine en 1948 où il décède à Buenos Aires dans le quartier de Belgrano, le 17 juillet 1959.